# Rory O’Connor

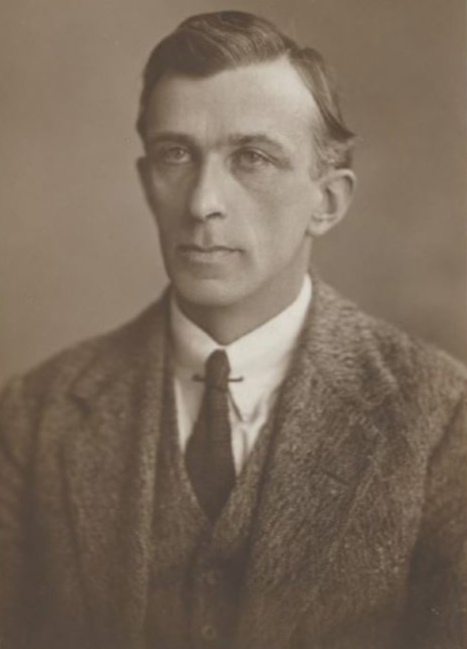
Rory O'Connor

Rory O’Connor (irisch Ruairí Ó Conchúir, * 1883 in Dublin; † 8. Dezember 1922) war ein irisch-republikanischer Aktivist. Bekannt wurde er durch seine Rolle im Irischen Bürgerkrieg, was zu seiner Exekution führte.
Rory O’Connor wurde 1883 in Dublin geboren und arbeitete während seiner Jugend als Eisenbahningenieur in Kanada.
Nach seiner Rückkehr nach Irland engagierte er sich in der irischen Politik und wurde nach dem Osteraufstand 1916 interniert.

## Der Unabhängigkeitskrieg
Während des darauffolgenden Irischen Unabhängigkeitskrieges von 1919 bis 1921 wurde er zum technischen Direktor der Irisch-Republikanischen Armee (kurz: IRA, englisch: Irish Republican Army), jener Guerillastreitkraft, die die Briten bekämpfte, ernannt.
Er akzeptierte den Anglo-Irischen Vertrag von 1921 nicht, welcher den Irischen Freistaat errichtete, aber die 1919 ausgerufene Irische Republik abschaffte, die O’Connor und seine Kameraden aufrechtzuerhalten geschworen hatten. Am 26. März 1922 hielten die Offiziere der vertragsablehnenden IRA eine Tagung in Dublin, in welcher sie den Vertragskompromiss und die Autorität des Dáil Éireann, des gewählten irischen Parlaments, ablehnten. Von einem Journalisten gefragt, ob das bedeute, dass sie eine militärische Diktatur in Irland vorschlagen, antwortete O’Connor: „you can take it that way if you want“ (deutsch: „Wenn Sie es so nehmen wollen...“).

## Der Bürgerkrieg
Im April 1922 übernahm O’Connor in offener Missachtung der neuen irischen Regierung, zusammen mit 200 anderen von ihm kommandierten Vertragsgegnern der IRA, das Four-Courts-Gebäude im Zentrum von Dublin. Sie wollten die britischen Truppen, die noch immer im Land waren, zu einem Angriff provozieren, um so den Krieg wieder aufkeimen zu lassen und die IRA gegen ihren gemeinsamen Feind wieder zu vereinen. Bevor die Kämpfe ausbrachen, versuchte Michael Collins verzweifelt, O’Connor und seine Männer zum Verlassen des Gebäudes zu überreden.
Nachdem die Besatzung der Four Courts im Juni 1922 J. J. O’Connel, einen General der neuen Freistaats-Armee, gefangen genommen hatte, beschoss Collins die Four Courts mit geliehener britischer Artillerie. O’Connor ergab sich nach zwei kampferfüllten Tagen, wurde gefangen genommen und im Dubliner Mountjoy Prison festgehalten.
Als Vergeltungsaktion für die Ermordung des Freistaats-Parlamentsmitgliedes Sean Hales wurde Rory O’Connor am 8. Dezember 1922 zusammen mit drei anderen Republikanern (Liam Mellows, Richard Barret und Joe McKelvey), die nach dem Fall von Four Courts festgenommen wurden, von einem Erschießungskommando hingerichtet. Der Exekutionsbefehl wurde von Kevin O’Higgins erteilt, der – symbolisch für die bittere Spaltung, die der Vertrag verursacht hatte – weniger als ein Jahr zuvor O’Connor zu seinem Trauzeugen berufen hatte. O’Connor, zusammen mit den anderen 76 exekutierten Republikanern, wurde in der Folgezeit von der in Irland angestammten republikanischen Tradition als Märtyrer betrachtet.